# Eurotunel
Dana 6. svibnja 1994. svečano je otvoren podzemni i podmorski prolaz koji izravno povezuje Folkestone u grofoviji Kent s francuskom obalom kod Calaisa. Riječ je o 50 km dugom tunelu koji prolazi ispod kanala La Manche njegovim najužim dijelom, Doverskim vratima. Sastoji se od 2 cijevi, dok je treća tu radi sigurnosti, a služi za održavanje tunela. Suvremeni vlakovi za 35 minuta prevezu putnike s jedne do druge strane, dok se automobili i kamioni prevoze posebnim željezničkim vlakovima s jedne strane na drugu.

## Troškovi i rokovi izgradnje
Zbog kompleksnosti izgradnje samoga projekta channel-link i troškovi i rokovi su bili višestruko probijeni.

## Eurostar
Kompanija koja upravlja suvremenim vlakovima koji prijevoze putnike velikom brzinom je združeno vlasništvo Francuske i Velike Britanije. Vlakovi su vrlo udobni i brzi. Neki od njih su jako dugi. Posebnost je i dvostruki sustav napajanja:
- Francuska: zračni vod
- Velika Britanija: treća (elektrizirana) šina (ovdje je brzina ograničena iz tehničkih razloga)

## Sigurnost u tunelu
Putnički vlakovi imaju posebne sigurnosne sustave za slučaj havarije u Tunelu. Najvažnija je, da su koncipirani tako, da se mogu podijeliti na dva dijela i potpuno hermetički oba dijela zatvoriti, u slučaju opasnosti. Svi sustavi su dupli i redundantni u oba simetrična dijela vlaka.
Pruge imaju dijelove za mijenjanje kolosijeka u pravilnim razmacima, radi veće sigurnosti.